# HD 32518
Mago eller HD 32518 är en ensam stjärna i den mellersta delen av stjärnbilden Giraffen. Den har en skenbar magnitud av ca 6,43 och är mycket svagt synlig för blotta ögat där ljusföroreningar ej förekommer. Baserat på parallax enligt Gaia Data Release 2 på ca 8,2 mas, beräknas den befinna sig på ett avstånd på ca 400 ljusår (ca 123 parsek) från solen. Den rör sig närmare solen med en heliocentrisk radialhastighet på ca -7 km/s.

## Nomenklatur
HD 32518 fick på förslag från Tyskland namnet Mago i NameExoWorlds-kampanjen som 2019 anordnades av International Astronomical Union. Mago står för Mago National Park i Etiopien känd för dess giraffer.

## Egenskaper
HD 32518 är en orange till gul jättestjärna av spektralklass K1 III, som har förbrukat förrådet av väte i dess kärna och utvecklats bort från huvudserien. Den har en massa som är ca 1,1 solmassor, en radie som är ca 10 solradier och har ca 46 gånger solens utstrålning av energi från dess fotosfär vid en effektiv temperatur av ca 4 600 K.

## Planetsystem
År 2009 upptäcktes en exoplanet, HD 32518 b, av typ superjupiter i omlopp kring stjärnan.
| Planet | Massa            | Halv storaxel (AE) | Siderisk omloppstid (d) | Excentricitet | Inklination | Radie |
| ------ | ---------------- | ------------------ | ----------------------- | ------------- | ----------- | ----- |
| b      | ≥ 3,04 ± 0,69 MJ | 0,59 ± 0,03        | 157,54 ± 0,38           | 0,01 ± 0,03   | -           | -     |